# Scamorza
A Scamorza  egy tehéntejből készült félkemény olasz sajt, Campania, Abruzzo, Molise és Puglia jellegzetes terméke. Alakja gömbölyded. Használható a mozzarella helyettesítésére. Füstölt változata is elterjedt.